# Quantitätsgleichung
Die Quantitätsgleichung (auch Transaktionsgleichung, Verkehrsgleichung oder Tauschgleichung) liefert Anhaltspunkte über die Beziehung zwischen Geld und Gütertransaktionen innerhalb einer Volkswirtschaft und wird interpretiert durch die Quantitätstheorie. Neben verschiedenen Formen der Quantitätstheorie gibt es auch verschiedene Formen der Quantitätsgleichung.

## Erläuterung
Der von Irving Fisher 1930 aufgestellten Quantitätsgleichung liegt die Annahme zugrunde, dass alle Transaktionen mittels einer bestimmbaren Geldmenge (in Gestalt von Banknoten und Münzen oder Buchgeld) abgewickelt werden; Tauschhandel gibt es nicht. Die Geldmenge {\displaystyle M} würde dabei in einem bestimmten Zeitraum mehrmals durch Transaktionen von einer Hand in die nächste wechseln, was als Umlaufgeschwindigkeit des Geldes {\displaystyle V} bezeichnet wird. Diese umlaufende Geldmenge ist nicht eindeutig zu definieren, und ihre Umlaufgeschwindigkeit kann nicht gemessen werden. Daher wird die Umlaufgeschwindigkeit in der Quantitätsgleichung passend zur gewählten Geldquantität berechnet, so dass 
{\displaystyle M\cdot V=P\cdot T}
gilt. Die Quantitätsgleichung ist definitionsgemäß immer wahr und empirisch nicht falsifizierbar.
Die Quantitätstheorie interpretiert die Quantitätsgleichung so, dass die von der Zentralbank steuerbare Geldmenge (bei einer meist als konstant angenommenen Umlaufgeschwindigkeit) direkt das Preisniveau bestimmen würde, also ohne Auswirkungen auf die Realwirtschaft. Damit ist die Quantitätsgleichung die Grundlage der Geldmengensteuerung und Stabilitätspolitik des Monetarismus. Milton Friedman erklärte Inflation oder Deflation zu einem rein monetären Problem, dem die Zentralbank durch die Steuerung der Geldmenge begegnen könne.

## Geschichte
Die Grundideen der späteren Quantitätstheorie wurden bereits von Jean Bodin erkannt. Aufbauend auf Bodin führte John Locke (englischer Philosoph) den Begriff der Umlaufgeschwindigkeit sowie die Funktion des Geldes als Tauschmittel ein. Locke formulierte somit erstmals die wesentlichen Elemente der Quantitätstheorie. Diese Idee wurde später von dem schottischen Ökonom David Hume vereinfacht dargestellt und schließlich durch John Stuart Mill erweitert und bekannt gegeben. Die Quantitätsgleichung geht auf Simon Newcomb (1885) zurück und wurde 1911 durch den Ökonomen Irving Fisher präzisiert. Für die Neoquantitätstheorie besonders bedeutend war der Nobelpreisträger Milton Friedman.

## Die gebräuchlichsten Versionen der Quantitätsgleichung

### Transaktionen und Quantitätsgleichung (Transaktionsversion)
Die Quantitätsgleichung stellt eine Identitätsgleichung dar. Sie wird wie folgt definiert:
{\displaystyle M\cdot V=P\cdot T}
{\displaystyle {\text{Geldmenge}}\cdot {\text{Umlaufgeschwindigkeit}}={\text{ Preisniveau}}\cdot {\text{Transaktionen}}}
{\displaystyle M\,}: Geldmenge (durchschnittlich umlaufende Menge an Geld innerhalb einer Periode).
{\displaystyle V\,}: Umlaufgeschwindigkeit (gibt an, wie häufig eine Geldeinheit in einer Betrachtungsperiode durchschnittlich verwendet wurde).
{\displaystyle P\,}: Preisniveau (stellt den Durchschnittspreis der Güter und Dienstleistungen dar).
{\displaystyle T\,}: Transaktionen (gibt die durchschnittliche Anzahl der in einer Periode stattfindenden Transaktionen an).
Während der rechte Teil der Gleichung (P·T) das Volumen der übertragenen Güter und Dienstleistungen (Verkäufe) wiedergibt, stellt die linke Seite (M·V) die Geldmenge dar, die für die Ausübung der Transaktionen nötig ist. Infolge der Tautologie müssen sich beide Seiten entsprechen, d. h. die Summe aller Verkäufe ist gleich der Summe aller Zahlungen.

### Von Transaktionen zum Einkommen (Einkommensversion)
Die Transaktionsform der Quantitätsgleichung wirft jedoch Probleme auf. So ist zum einen die Anzahl der Transaktionen und zum anderen das zugehörige durchschnittliche Preisniveau nicht eindeutig bestimmbar. Aus diesem Grund wurden zur ursprünglichen Quantitätsgleichung Alternativen entwickelt, wie zum Beispiel die Einkommensform der Quantitätsgleichung. In dieser abgewandelten Form wird das Transaktionsvolumen (T) durch die Gesamtproduktion (Output, Y) ersetzt. Diese beiden Größen sind zwar nicht komplett identisch: Wird zum Beispiel ein gebrauchtes Auto verkauft, dann steigt das Transaktionsvolumen, aber nicht der Output. Jedoch sind sie sehr stark miteinander verbunden, da die Menge der ge- und verkauften Waren und Dienstleistungen mit Zunahme der Produktion steigt. Da in der VWL weitere empirische Maße für den Wert Y existieren, entspricht Y ebenso dem realen BIP als auch dem Gesamteinkommen.
{\displaystyle M\cdot V_{Y}=P\cdot Y}
{\displaystyle {\text{Geldmenge}}\cdot {\text{Umlaufgeschwindigkeit}}={\text{ Preisniveau}}\cdot {\text{Output}}}
{\displaystyle {\text{Geldmenge}}\cdot {\text{Umlaufgeschwindigkeit}}={\text{ Preisniveau}}\cdot {\text{reales BIP}}}
{\displaystyle {\text{Geldmenge}}\cdot {\text{Umlaufgeschwindigkeit}}={\text{nominales BIP}}}
{\displaystyle Y\,}: Output / reales Bruttoinlandsprodukt / Gesamteinkommen
{\displaystyle P\,}: Preisniveau
{\displaystyle M\,}: Geldmenge
{\displaystyle V_{Y}\,}: Umlaufgeschwindigkeit / Einkommenskreislaufgeschwindigkeit unter Berücksichtigung der Herausrechnung von Finanzmarkttransaktionen und Vorleistungen, da diese nicht im BIP erfasst werden
Während der rechte Teil der Gleichung ({\displaystyle P\cdot Y}) den Wert der produzierten Güter darstellt (nominales Bruttoinlandsprodukt), spiegelt die linke Seite ({\displaystyle M\cdot V_{Y}}) die Geldzahlungen wider, die für den Kauf dieser Güter/Dienstleistungen benötigt werden, jedoch unter Berücksichtigung der nun veränderten Umlaufgeschwindigkeit {\displaystyle V_{Y}} infolge der tautologischen Modifikation der Quantitätsgleichung, durch den Austausch der Transaktionen mit dem realen Bruttoinlandsprodukt und der daraus resultierenden Nichtberücksichtigung von Finanzmarkttransaktionen und Vorleistungswerten. Dementsprechend gilt: {\displaystyle V_{Y}\leq V}.

### Cambridge-Version der Quantitätsgleichung
Eine weitere Version der Quantitätsgleichung beruht auf der Cambridge-Gleichung, welche besagt, dass das Geldangebot dem Produkt aus Nominaleinkommen (P·Y) und durchschnittlicher Kassenhaltungsdauer (k) entspricht.
{\displaystyle M=k\cdot P\cdot Y}
Die uns bereits bekannte Umlaufgeschwindigkeit (V) entspricht nun dem Kehrwert der hier verwendeten durchschnittlichen Kassenhaltungsdauer (k):
{\displaystyle V={\frac {1}{k}}}
Während V die Umschlagshäufigkeit einer Geldeinheit innerhalb einer Periode darstellt, gibt k die Dauer an, die eine Geldeinheit von einem Wirtschaftssubjekt gehalten wird.
Ersetzt man nun in der Cambridge-Gleichung die Kassenhaltungsdauer durch die Umlaufgeschwindigkeit, erhält man nach Umstellen die Quantitätsgleichung.
Man kann also sagen, dass die Cambridge- und Quantitätsgleichung prinzipiell identisch sind. Der einzige Unterschied liegt in der Verwendung von Kassenhaltungsdauer und Umlaufgeschwindigkeit.

## Von der Gleichung zur Theorie
Die Quantitätsgleichung stellt noch keine Theorie dar, sie ist jedoch leicht umwandelbar. Dafür sind zwei Annahmen nötig. Zum einen wird T (Transaktionen) bzw. Y (Einkommen) konstant gestellt, da angenommen wird, dass die Menschen einen konstanten Teil ihres Einkommens halten. Zum anderen wird auch V (Umlaufgeschwindigkeit des Geldes) konstant gesetzt, da diese Variable von einer Vielzahl festgelegter Zahlungsgewohnheiten abhängt (z. B. Löhne, Gehälter, Steuern). Diese ändern sich nur langsam und unterliegen somit keinen kurzfristigen Veränderungen.
Die Quantitätstheorie des Geldes besagt, dass eine Veränderung des Geldangebots (M) eine proportionale Veränderung des Preises zur Folge hat. Es kann darauf geschlossen werden, dass eine Verdopplung der Geldmenge eine Verdopplung des Preises nach sich zieht.
Weiterhin beeinflusst die Geldmenge das nominale Einkommen (P·Y).

## Auswirkung einer Geldmengenänderung
Wenn die Geldmenge bei konstanter Umlaufgeschwindigkeit steigt, hat dies zwei mögliche Reaktionen zur Folge. Zum einen kann sich bei noch nicht ausgelasteten Kapazitäten durch die erhöhte Nachfrage die Menge der produzierten Güter (reales BIP) erhöhen. Zum anderen bewirkt eine Geldmengensteigerung bei ausgelasteten Kapazitäten eine Preissteigerung, da die hohe Nachfrage auf ein konstantes Güterangebot stößt. Eine Geldmengeninflation tritt auf.
Sinkt die Geldmenge bei konstanter Umlaufgeschwindigkeit, hat dies einen Nachfragerückgang zur Folge, was für die Unternehmen Umsatzrückgänge und Lagerbildung bedeutet und schließlich zu Preissenkungen führen kann.

## Belege
1. 1 2 3 4  Vgl.: N. Gregory Mankiw, Makroökonomie 4. Auflage, Schäffer Poeschel, Stuttgart, 2000, Seite 185
2. ↑  Irving Fisher, The theory of interest: As determined by impatience to spend income and opportunity to invest it, 1930, S. 317 ff.
3. ↑  Vgl.: Quantitätstheorie
4. ↑  Vgl.: Felderer, Homburg, Makroökonomik und neue Makroökonomik, 8. Auflage, Springer Verlag, Berlin 2003, Seite 80
5. ↑  Vgl.: Gordon, Makroökonomie 4. Auflage, Oldenbourg Verlag, München 1989, Seite 466 f
6. ↑  Vgl.: Felderer, Homburg, Makroökonomik und neue Makroökonomik, 8. Auflage, Springer Verlag, Berlin 2003, Seite 81
7. ↑  Vgl.: R. Clement, W. Terlau, Grundlagen der angewandten Makroökonomie, Verlag Vahlen, München 1998, Seite 111
8. ↑  Vgl.: R. Clement, W. Terlau, Grundlagen der angewandten Makroökonomie, Verlag Vahlen, München, 1998, Seite 110